# دهه ۱۶۸۰ (میلادی)
دهه ۱۶۸۰ (میلادی) صد و شصت و هشتمین دهه تقویم میلادی است.

## درگذشتگان
‎